# Бороаја (Сучава)
Бороаја (рум. Boroaia) насеље је у Румунији у округу Сучава у општини Бороаја. Oпштина се налази на надморској висини од 342 m.

## Становништво
Према подацима из 2002. године у насељу је живело 4757 становника, од којих су сви румунске националности.

### Хронологија
| Година       | 1992 | 1993 | 1994 | 1995 | 1996 | 1997 | 1998 | 1999 | 2000 | 2001 | 2002 | 2003 | 2004 | 2005 | 2006 | 2007 | 2008 | 2009 | 2010 | 2011 | 2012 | 2013 | 2014 | 2015 | 2016 | 2017 |
| ------------ | ---- | ---- | ---- | ---- | ---- | ---- | ---- | ---- | ---- | ---- | ---- | ---- | ---- | ---- | ---- | ---- | ---- | ---- | ---- | ---- | ---- | ---- | ---- | ---- | ---- | ---- |
| Становништво | 4988 | 4947 | 4944 | 4923 | 4923 | 4927 | 4931 | 4930 | 4913 | 4959 | 4927 | 4904 | 4902 | 4915 | 4889 | 4873 | 4855 | 4861 | 4823 | 4820 | 4833 | 4813 | 4815 | 4787 | 4771 | 4761 |